# Jamill Kelly
Larry Jamill Kelly (Atwater, 25 ottobre 1977) è un ex lottatore statunitense, specializzato nella lotta libera. Ha rappresentato gli Stati Uniti ai Giochi olimpici estivi di Atene 2004, vincendo la medaglia d'argento nel torneo della lotta libera 66 chilogrammi. 

## Palmarès
- Giochi olimpici

Atene 2004: argento nella lotta libera -66 kg.
- Giochi panamericani

Santo Domingo 2003: bronzo nella lotta libera -66 kg.
- Campionati panamericani

Santo Domingo 2001: argento nella lotta libera -63 kg.